# Number 1 Angel
Number 1 Angel è il terzo mixtape della cantautrice britannica Charli XCX, pubblicato il 10 marzo 2017 dall'etichetta discografica Asylum Records.

## Tracce
1. Dreamer (feat. Starrah & Raye) – 3:58 (Charlotte Aitchison, Brittany Hazzard, Rachel Keen)
2. 3AM (Pull Up) (feat. MØ) – 3:59 (Charlotte Aitchison, Karen Marie Ørsted)
3. Blame It on You – 3:47 (Charlotte Aitchison)
4. Roll with Me – 3:21 (Charlotte Aitchison)
5. Emotional – 3:53 (Charlotte Aitchison)
6. ILY2 – 3:16 (Charlotte Aitchison)
7. White Roses – 3:33 (Charlotte Aitchison)
8. Babygirl (feat. Uffie) – 3:53 (Charlotte Aitchison, Anna-Catherine Hartley)
9. Drugs (feat. Abra) – 3:49 (Charlotte Aitchison)
10. Lipgloss (feat. CupcakKe) – 3:54 (Charlotte Aitchison, Elizabeth Harris)

## Classifiche
| Classifica (2025) | Posizione massima |
| ----------------- | ----------------- |
| Regno Unito       | 37                |